# Dolichopeza trichopyga
Dolichopeza trichopyga är en tvåvingeart som först beskrevs av Alexander 1928.  Dolichopeza trichopyga ingår i släktet Dolichopeza och familjen storharkrankar.
Artens utbredningsområde är Taiwan. Inga underarter finns listade i Catalogue of Life.